# A Gentleman's Dignity
Shinsa-ui poomgyuk (coréen : 신사의 품격, titre international : A Gentleman's Dignity) est une série télévisée sud-coréenne diffusée en 2012 sur SBS. Elle met en vedette Jang Dong-gun, Kim Ha-neul, Kim Min-jong, Kim Soo-ro et Lee Jong-hyun.

## Acteurs et personnages

### Acteurs principaux
- Jang Dong-gun : Kim Do-jin[2],[3]
- Kim Ha-neul : Seo Yi-soo[4],[5],[6]
- Kim Min-jong : Choi Yoon
- Kim Soo-ro : Im Tae-san
- Lee Jong-hyun : Lee Jung-rok
- Yoon Se-ah : Hong Se-ra
- Kim Jung-nan : Park Min-sook
- Yoon Jin-yi : Im Meahri
- Lee Jong Hyun : Colin

### Acteurs secondaires
- Kim Woo-bin : Kim Dong-hyub
- Park Joo-mi : Kim Eun-hee, mère de Colin
- Nam Hyun-joo : professeur Park
- Park Ah-in : Kang, mandataire
- Yoon Joo-man : Choi, chef d'équipe
- Min Jae-sik : gestionnaire de Mango Six Cafe
- Kim Chang-seong : Sang-hyun
- Kim Geun : Kim Geun (employé de Hwa Dam)
- Lee Joon-hee : Kwon (employé de Hwa Dam)
- Jo Hyeon-gyu : Hyeon-gyu (employé de Hwa Dam)
- Han Eun Sun : Young-ran (employé de Hwa Dam)
- Ahn Jae-min : Yoo Seong-jae
- Kim Yun-seo : Kim Eun-ji (ex-petite amie de Do-jin)
- Lee Yong-ih : Lee Mi-kyung (la mère de la défunte épouse de Yoon)
- Kim Sun-hwa : Song, réalisateur

### Caméos
- Sa-hee (épisode 1)
- Ahn Hye-kyeong (épisodes 2 et 10)
- Hyejeong (AOA) (épisode 3)
- Choi Sung-jo (épisode 3)
- Kim Kwang-kyu (épisode 4)
- Sooyoung (Girls' Generation) (épisode 5)
- Hwang Eun-soo (épisodes 9 et 12)
- Kim Dong-gyun (épisode 11)
- Jung Yong-hwa (CN Blue) (épisode 13)
- Juniel (épisode 13)
- Kim Sung-oh (épisode 15)
- Jang Joon-yoo (épisode 16)
- Cha Hwa-yeon (épisode 16 et 19)
- Bae Ji-hyun (épisode 20)

## Diffusion internationale
- SBS (2012)
- DramaFever
- Mnet Japan[7]
- ABS-CBN[8]
- Videoland Drama Channel[9]
- ntv7[10]
- Edutainment TV
- Indosiar
- MediaCorp Channel U
- LS TIMES TV
- JSTV Star / AHTV
- Viva
- Televen
- Ecuador TV

## Bande-originale
A Gentleman's Dignity OST Part 1
1. "My Heartache (가슴이 시린 게)" - Lee Hyun (8eight)
2. "High High" - Kim Tae-woo
3. "Love… What to Do (사랑… 어떡하나요)" - Yangpa
4. "Beautiful Words (아름다운 말)" - Jeon Geun-hwa
5. "Everyday" - Park Eun-ooh (en)
6. "When I Look At You (널 보면 말이야)" - Gyun Woo
7. "You Are Everywhere" - Big Baby Driver
8. "Spring I Love You Best" - Big Baby Driver
9. "High High (Bossa Nova Story)"
10. "My Heartache (Piano Ver.)"
11. "Love… What to Do (Inst.)"
12. "O.S. Love"
13. "You Are Everywhere (Guitar Story)"
14. "Everyday (Comic Story)"
15. "Smile (Feat. Jay Kim)"

A Gentleman's Dignity OST Part 2
1. "More Than Me (나보다 더)" - Jang Dong-gun
2. "My Love (내 사랑아)" - Lee Jong Hyun (CN Blue)
3. "Beautiful Pain (아름다운 아픔) (2012)."
4. "Your Sun Is Stupid" - Big Baby Driver
5. "More Than Me (Inst.)"
6. "My Love (Inst.)"
7. "Fighting Allows (Fighting 있게)"
8. "It's Imagination (상상하는 걸로)"
9. "Offensive Hips (공격형 엉덩이)"
10. "Indelible scent (지울 수 없는 향기)"
11. "Happy Footstep"
12. "Crazy Time"
13. "You Anywhere (너는 어디서나)"
14. "That Person That Love (그 사람 그 사랑)"
15. "Starting Today, Lover (오늘부터 연인)"

## Récompenses
5th Korea Drama Awards
- Meilleur espoir féminin (Yoon Jin-yi)

20th Korean Culture and Entertainment Awards
- Meilleure actrice de soutien dans une série télévisée (Nam Hyun-joo)

1st Daejeon Drama Festival - K-Drama Star Awards
- Femme prix d'interprétation (Kim Jung-nan)
- Meilleur étoile montante (Yoon Jin-yi)

Grimae Awards
- Meilleur nouveau directeur de la photographie (Hwang Min-shik)

2012 SBS Drama Awards
- Prix d'excellence en haut, homme (Jang Dong-gun)
- Prix d'excellence en haut, femme (Kim Ha-neul)
- Prix d'excellence, homme (Kim Soo-ro)
- Prix d'interprétation spéciale, homme (Kim Min-jong et Lee Jong-hyun)
- Prix d'interprétation spéciale, femme (Kim Jung-nan)
- Prix d'excellence à vie (Kim Eun-sook)
- Meilleur couple prix (Kim Min-jong et Yoon Jin-yi)
- Attribution de popularité (Kim Ha-neul)
- Top 10 (Kim Ha-neul et Jang Dong-gun)
- De nouveaux étoiles (Yoon Jin-yi et Lee Jong Hyun)

22nd High1 Seoul Music Awards
- Meilleure bande originale (My Love - Lee Jong Hyun)